# Алиев, Джахонгир Шавкатович
Джахонгир Шавкатович Алиев (тадж. Ҷаҳонгир Шавкатович Алиев; 14 июля 1996 года; Худжанд, Таджикистан) — таджикистанский футболист, полузащитник. С июня 2018 года игрок таджикистанского клуба «Худжанд». С 2015 года также выступает за национальную сборную Таджикистана.

## Карьера
Начал заниматься футболом с 11 лет. В школьном чемпионате его заметил тренер местного футбольного клуба из Второй лиги Таджикистана — «Кайраккум». Таким образом он начал играть во Второй лиге за «Кайраккум». Во время матча «Кайраккума» с клубом «Парвоз», его заметили тренеры команды-соперника, и Джахонгир Алиев был приглашён в эту команду. С 2012 года стал выступать за «Парвоз» на Чемпионате Таджикистана. В 2013 году выступал за Худжанд, вернулся в этот клуб в 2015 году, и являлся членом клуба из северной столицы Таджикистана весь сезон.
В январе 2016 года перешёл в душанбинский «Истиклол». Выступал за «Истиклол» до конца 2017 года. В январе 2018 года подписал контракт с узбекистанским «Насафом». В июне 2018 года вернулся в «Худжанд»
В 2014 году выступал за юношескую, а в 2016 году за молодёжную сборную Таджикистана. 13 октября 2015 года дебютировал за национальную сборную Таджикистана в матче против Иордании. До сегодняшнего времени сыграл 13 игр в составе сборной своей страны.

## Достижения
В составе «Худжанд»:
- Вице-чемпион Таджикистана: 2015

В составе «Истиклол»:
- Чемпион Таджикистана: 2016, 2017
- Обладатель Кубка Таджикистана: 2016
- Обладатель Суперкубка Таджикистана: 2016
- Финалист Кубка Таджикистана: 2017
- Финалист Суперкубка Таджикистана: 2017
- Финалист Кубка АФК: 2017